# CP série 9050
La série 9050 est une ancienne série d'autorails à voie métrique des CP, les chemins de fer portugais.
Ce sont de petits autorails à l'apparence d'autocar, à deux essieux avant (voir photo) et un essieu moteur arrière, et disposant d'une seule cabine de conduite à l'avant. Cinq unités, dénommées ME 51 à 55, ont été construites dans les années 1940 par la Companhia dos Caminhos de Ferro de Vale do Vouga dans les ateliers de Sernada do Vouga. Le dernier a été livré aux CP en 1947 avec un châssis Delahaye et un moteur Fargo. Ils prirent par la suite la dénomination 9051 à 9055.
La livrée d'origine était rouge et crème puis ils ont été repeints en bleu roi uni.
Ils étaient toujours en service dans les années 1980. Les ME 51 et 53 sont conservés au Museu Ferroviário de Macinhata do Vouga. Ils ne sont plus en état de marche.

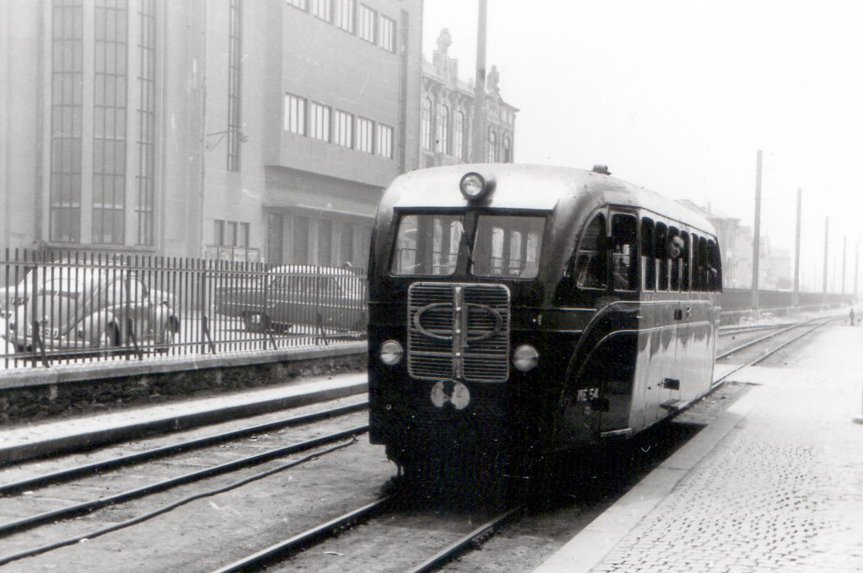
CP ME 54 à Espinho en 1968.